# Parki krajobrazowe w Chorwacji
W Chorwacji utworzono 11 parków krajobrazowych, z których 5 znajduje się na wybrzeżu morskim.
1. Park Krajobrazowy Biokovo – znajduje się w górach o tej samej nazwie, nad Riwierą Makarską, jest celem wypraw botaników, rowerzystów i uprawiających wspinaczkę[1]
2. Park Krajobrazowy Kopaćki rit – bagnisty teren i rezerwat ornitologiczny przy ujściu rzeki Drawy do Dunaju[2]
3. Park Krajobrazowy Lonjsko polje – znane jako jedno z największych bagien Europy[3]
4. Medvednica – masyw górski nad Zagrzebiem[4]
5. Park Krajobrazowy Lastovsko otočje – archipelag wysp na wybrzeżu Dalmacji z unikalną fauną i florą lądową, ale przede wszystkim morską. Część gatunków jest chroniona ze względu na ich zagrożony status. Utworzony w 2006 r.[5]
6. Park Krajobrazowy Telašćica – znajdujący się przy granicy Parku Narodowego Kornati – jest to wąska zatoczka ze ścianami skalnymi, wysokimi na 100 m, na szczycie których znajduje się słone jezioro[6]
7. Park Krajobrazowy Welebit – najdłuższe pasmo górskie Gór Dynarskich, ciągnące się wzdłuż wybrzeża na odcinku ponad 145 km, od wyspy Krk aż za Riwierę Zadarską. Przyciąga speleologów i miłośników aktywnego wypoczynku[7]
8. Park Krajobrazowy Žumberak-Samoborsko gorje – pasmo górskie, na zachód od masywu górskiego Medvednica, znane ze średniowiecznych zamków i malowniczych miasteczek[8]
9. Park Krajobrazowy Papuk – największe pasmo górskie chorwackiego spichlerza – Slawonii[9][10]
10. Park Krajobrazowy Učka – góra i park krajobrazowy oraz obszar znany z klimatyczno-leczniczych właściwości (ponad Riwierą Kvarnerską i Opatiją)[11]
11. Park Krajobrazowy Vransko jezero – największe chorwackie jezioro położone na Riwierze Zadarskiej[12]